# Еде Херцог
Еде Херцог (мађ. Herczog Ede) је био мађарски фудбалер, фудбалски судија, међународни фудбалски судија, савезни капитен фудбалске репрезентације Мађарске (1911–1914). Његово цивилно занимање је транспортер Коњичког удружења Печењед.

## Каријера
У складу са својим годинама, био је веома заинтересован да му спорт, атлетика и фудбал буду омиљени спортови. Одличан спринтер, освојио је многе прве и друге награде у престоници Будимпешти и Бечу.

### Фудбалски судија
Један је од првих домаћих судија који се добровољно пријавио да остаци играчку каријеру и да суди утакмице. Био је судија МУЕ тима за припремне и пријатељске утакмице узастопних фудбалских савеза, ако није играо за свој тим, прихватао је позив другог тима. Већ 1901. године савет МЛС је одредио да судије задужене за утакмице морају положити испит о познавању правила. Испитујући пред саветом МЛС у Будимпешти, морао је да одлучи да ли ће радити као судија или као тренер савеза. Своју спортску каријеру започео је у фудбалским лигама које води МЛС. По препоруци Судијског комитета МЛС био је судија НБ I од 1903. године. По службеној пракси обављао је и редовну службу линијског судије. Повукао се из националног суђења 1918. године. Број утакмица НБ I: 38.
| Датум             | Локација                 | Врста утакмице         | Меч                  | Резултат | Број гледалаца |
| ----------------- | ------------------------ | ---------------------- | -------------------- | -------- | -------------- |
| 1. новембар 1903. | Шорокшари ут, Будимпешта | Прва НБ I утакмица     | Ференцварош–Мађар АК | 5 : 1    | Без гледалаца  |
| 8 децембар 1918.  | Хунгариа ут, Будимпешта  | Последња НБ I утакмица | МТК–Вашаш            | 4 : 0    | 2.500          |

Године 1905. Судијски комитет Мађарског фудбалског савеза (МЛС) био је један од првих који га је предложио за међународног судију. Међународна фудбалска федерација (ФИФА) га је регистровала као судију од 1907. године, јер Мађарска још није могла званично да има овлашћеног међународног судију. Водио је неколико међународних репрезентативних и клупских утакмица, или је помагао као линијски судија. Повукао се из међународног суђења 1912. године. У каријери је судио укупно четири међународне утакмице.
На Летњим олимпијским играма 1912. обављао је двоструку дужност, био је вођа/селектор мађарског олимпијског тима и судија ФИФА ЈБ.
| Датум        | Локација                     | Врста утакмице | Меч                              | Резултат | Број гледалаца |
| ------------ | ---------------------------- | -------------- | -------------------------------- | -------- | -------------- |
| 2. јул 1912. | Олимпијски стадион, Стокхолм | полуфинале     | Холандија (олимп)–Данска (олимп) | 4 : 1    | 6.000          |

Године 1903. био је члан првог Судског комитета. Године 1923. постао је копредседавајући првог мађарског одбора фудбалских судија (БТ).

### Селектор
Пре него што је МЛС започео међународне утакмице, репрезентација Мађарске је одиграла неколико пријатељских незваничних утакмица. У почетку није било савезног капитена репрезентације, чак ни селекционе комисије, тим је састављало веће делегата. Гласање у редовним међународним утакмицама показало се тешким јер није окупљало најбоље у тиму. Поред селектора комисије, изабран је и савезни капитен, који је управљао судбином изабраног тима. Због недостатка објективности укинута је селекциона комисија, па је селекција поверена специјалисти који се сматра најбољим, он је постао савезни капитен репрезентације. Захваљујући, моћним, смерницама унутар савеза, селекциона комисија се изнова враћала после једног пораза.
Између 1911. и 1914. био је савезни капитен репрезентације на 22 утакмице, а затим у 9 незваничних утакмица између 1916. и 1917. године. Године 1912, на Олимпијским играма у Стокхолму, био је савезни капитен и један од душебрижника мађарске репрезентације. Улогу селектора му је олакшало његов избор играча из првог златног тима Ференцвароша и МТК-а који су у то доба владали мађарском прволигашком сценом.